# Liste des planètes mineures (520001-521000)
Voici la liste des planètes mineures numérotées de 520001 à 521000. Les planètes mineures sont numérotées lorsque leur orbite est confirmée, ce qui peut parfois se produire longtemps après leur découverte. Elles sont classées ici par leur numéro.

## Planètes mineures 520001 à 521000
- (520001) 2013 TH170
- (520002) 2013 TM170
- (520003) 2013 TN170
- (520004) 2013 TP170
- (520005) 2013 TU170
- (520006) 2013 TZ170
- (520007) 2013 TC171
- (520008) 2013 UQ19
- (520009) 2013 UU19
- (520010) 2013 UV19
- (520011) 2013 UH20
- (520012) 2013 UN20
- (520013) 2013 UQ20
- (520014) 2013 UT20
- (520015) 2013 UY20
- (520016) 2013 UZ20
- (520017) 2013 UB21
- (520018) 2013 UE21
- (520019) 2013 UH21
- (520020) 2013 UL21
- (520021) 2013 UO21
- (520022) 2013 UP21
- (520023) 2013 UA22
- (520024) 2013 UB22
- (520025) 2013 UD22
- (520026) 2013 VB27
- (520027) 2013 VG27
- (520028) 2013 VJ27
- (520029) 2013 VU27
- (520030) 2013 VY27
- (520031) 2013 VZ27
- (520032) 2013 VE28
- (520033) 2013 VF28
- (520034) 2013 VG28
- (520035) 2013 VJ28
- (520036) 2013 VK28
- (520037) 2013 VP28
- (520038) 2013 VT28
- (520039) 2013 VU28
- (520040) 2013 VW28
- (520041) 2013 VA29
- (520042) 2013 VE29
- (520043) 2013 VJ29
- (520044) 2013 VL29
- (520045) 2013 VN29
- (520046) 2013 VP29
- (520047) 2013 VV29
- (520048) 2013 VW29
- (520049) 2013 VY29
- (520050) 2013 VZ29
- (520051) 2013 VA30
- (520052) 2013 VE30
- (520053) 2013 VF30
- (520054) 2013 VK30
- (520055) 2013 VO30
- (520056) 2013 VQ30
- (520057) 2013 VR30
- (520058) 2013 VT30
- (520059) 2013 WR111
- (520060) 2013 WS111
- (520061) 2013 WU111
- (520062) 2013 WX111
- (520063) 2013 WY111
- (520064) 2013 WZ111
- (520065) 2013 WB112
- (520066) 2013 WH112
- (520067) 2013 WP112
- (520068) 2013 WQ112
- (520069) 2013 WU112
- (520070) 2013 WX112
- (520071) 2013 WY112
- (520072) 2013 WA113
- (520073) 2013 WC113
- (520074) 2013 WK113
- (520075) 2013 WL113
- (520076) 2013 WM113
- (520077) 2013 WO113
- (520078) 2013 WP113
- (520079) 2013 XD27
- (520080) 2013 XE27
- (520081) 2013 XG27
- (520082) 2013 XL27
- (520083) 2013 XN27
- (520084) 2013 XR27
- (520085) 2013 XS27
- (520086) 2013 XT27
- (520087) 2013 XW27
- (520088) 2013 XZ27
- (520089) 2013 YJ88
- (520090) 2013 YB104
- (520091) 2013 YE146
- (520092) 2013 YQ153
- (520093) 2013 YR153
- (520094) 2013 YS153
- (520095) 2013 YU153
- (520096) 2013 YW153
- (520097) 2013 YA154
- (520098) 2013 YD154
- (520099) 2013 YE154
- (520100) 2013 YF154
- (520101) 2013 YK154
- (520102) 2013 YN154
- (520103) 2013 YR154
- (520104) 2013 YU154
- (520105) 2013 YV154
- (520106) 2014 AO9
- (520107) 2014 AK22
- (520108) 2014 AE42
- (520109) 2014 AG43
- (520110) 2014 AK47
- (520111) 2014 AL58
- (520112) 2014 AN58
- (520113) 2014 AP58
- (520114) 2014 AQ58
- (520115) 2014 AY58
- (520116) 2014 AZ58
- (520117) 2014 AB59
- (520118) 2014 AE59
- (520119) 2014 AF59
- (520120) 2014 AL59
- (520121) 2014 AO59
- (520122) 2014 AS59
- (520123) 2014 AU59
- (520124) 2014 AA60
- (520125) 2014 AB60
- (520126) 2014 AD60
- (520127) 2014 BG39
- (520128) 2014 BE66
- (520129) 2014 BF67
- (520130) 2014 BL67
- (520131) 2014 BN67
- (520132) 2014 BR67
- (520133) 2014 BT67
- (520134) 2014 BV67
- (520135) 2014 BX67
- (520136) 2014 BZ67
- (520137) 2014 BC68
- (520138) 2014 BD68
- (520139) 2014 BG68
- (520140) 2014 BH68
- (520141) 2014 BK68
- (520142) 2014 BT68
- (520143) 2014 BU68
- (520144) 2014 BX68
- (520145) 2014 BZ68
- (520146) 2014 BC69
- (520147) 2014 BL69
- (520148) 2014 BM69
- (520149) 2014 BN69
- (520150) 2014 BO69
- (520151) 2014 BR69
- (520152) 2014 BS69
- (520153) 2014 CC25
- (520154) 2014 CD25
- (520155) 2014 CG25
- (520156) 2014 CJ25
- (520157) 2014 CM25
- (520158) 2014 CP25
- (520159) 2014 CR25
- (520160) 2014 CS25
- (520161) 2014 CV25
- (520162) 2014 CY25
- (520163) 2014 CZ25
- (520164) 2014 CA26
- (520165) 2014 CH26
- (520166) 2014 CJ26
- (520167) 2014 CQ26
- (520168) 2014 CW26
- (520169) 2014 CC27
- (520170) 2014 CE27
- (520171) 2014 CF27
- (520172) 2014 CK27
- (520173) 2014 CM27
- (520174) 2014 CN27
- (520175) 2014 CP27
- (520176) 2014 DT
- (520177) 2014 DT8
- (520178) 2014 DJ9
- (520179) 2014 DS29
- (520180) 2014 DG36
- (520181) 2014 DH53
- (520182) 2014 DM59
- (520183) 2014 DM68
- (520184) 2014 DS71
- (520185) 2014 DT74
- (520186) 2014 DQ79
- (520187) 2014 DC98
- (520188) 2014 DD108
- (520189) 2014 DB118
- (520190) 2014 DE123
- (520191) 2014 DG149
- (520192) 2014 DQ149
- (520193) 2014 DR149
- (520194) 2014 DT149
- (520195) 2014 DW149
- (520196) 2014 DY149
- (520197) 2014 DZ149
- (520198) 2014 DA150
- (520199) 2014 DC150
- (520200) 2014 DE150
- (520201) 2014 DG150
- (520202) 2014 DK150
- (520203) 2014 DN150
- (520204) 2014 DS150
- (520205) 2014 DX150
- (520206) 2014 DY150
- (520207) 2014 DB151
- (520208) 2014 DE151
- (520209) 2014 DM151
- (520210) 2014 DQ151
- (520211) 2014 DS151
- (520212) 2014 DT151
- (520213) 2014 DU151
- (520214) 2014 DV151
- (520215) 2014 DY151
- (520216) 2014 DZ151
- (520217) 2014 DA152
- (520218) 2014 DC152
- (520219) 2014 DE152
- (520220) 2014 DH152
- (520221) 2014 DO152
- (520222) 2014 DP152
- (520223) 2014 DQ152
- (520224) 2014 DU152
- (520225) 2014 DY152
- (520226) 2014 DA153
- (520227) 2014 DB153
- (520228) 2014 DD153
- (520229) 2014 DE153
- (520230) 2014 DF153
- (520231) 2014 DG153
- (520232) 2014 DH153
- (520233) 2014 DL153
- (520234) 2014 DP153
- (520235) 2014 DU153
- (520236) 2014 DV153
- (520237) 2014 DX153
- (520238) 2014 DZ153
- (520239) 2014 DA154
- (520240) 2014 DG154
- (520241) 2014 DJ154
- (520242) 2014 DL154
- (520243) 2014 DN154
- (520244) 2014 DR154
- (520245) 2014 DT154
- (520246) 2014 DU154
- (520247) 2014 DV154
- (520248) 2014 DY154
- (520249) 2014 DZ154
- (520250) 2014 DB155
- (520251) 2014 DF155
- (520252) 2014 EF13
- (520253) 2014 EP13
- (520254) 2014 EP19
- (520255) 2014 ES30
- (520256) 2014 EG38
- (520257) 2014 EE39
- (520258) 2014 EJ49
- (520259) 2014 ES60
- (520260) 2014 ER68
- (520261) 2014 EA70
- (520262) 2014 EY101
- (520263) 2014 ET105
- (520264) 2014 ER109
- (520265) 2014 EB118
- (520266) 2014 EZ121
- (520267) 2014 EJ124
- (520268) 2014 EQ124
- (520269) 2014 EM136
- (520270) 2014 ES143
- (520271) 2014 EM156
- (520272) 2014 ED163
- (520273) 2014 EW167
- (520274) 2014 EF172
- (520275) 2014 EX199
- (520276) 2014 EL211
- (520277) 2014 EF212
- (520278) 2014 EN213
- (520279) 2014 ET226
- (520280) 2014 ET233
- (520281) 2014 EW248
- (520282) 2014 EX248
- (520283) 2014 EC249
- (520284) 2014 ED249
- (520285) 2014 EJ249
- (520286) 2014 EN249
- (520287) 2014 EP249
- (520288) 2014 EQ249
- (520289) 2014 ES249
- (520290) 2014 FA3
- (520291) 2014 FT18
- (520292) 2014 FA19
- (520293) 2014 FL27
- (520294) 2014 FB28
- (520295) 2014 FV30
- (520296) 2014 FE48
- (520297) 2014 FF50
- (520298) 2014 FW68
- (520299) 2014 FU74
- (520300) 2014 FA75
- (520301) 2014 FC75
- (520302) 2014 FE75
- (520303) 2014 FL75
- (520304) 2014 FM75
- (520305) 2014 FN75
- (520306) 2014 FP75
- (520307) 2014 FQ75
- (520308) 2014 FT75
- (520309) 2014 FU75
- (520310) 2014 FV75
- (520311) 2014 FY75
- (520312) 2014 FB76
- (520313) 2014 FD76
- (520314) 2014 FO76
- (520315) 2014 GN15
- (520316) 2014 GR25
- (520317) 2014 GR43
- (520318) 2014 GN49
- (520319) 2014 GE58
- (520320) 2014 GS59
- (520321) 2014 GU59
- (520322) 2014 GY59
- (520323) 2014 GZ59
- (520324) 2014 GA60
- (520325) 2014 GC60
- (520326) 2014 GH60
- (520327) 2014 GJ60
- (520328) 2014 GM60
- (520329) 2014 GQ60
- (520330) 2014 GT60
- (520331) 2014 GV60
- (520332) 2014 GW60
- (520333) 2014 GX60
- (520334) 2014 GA61
- (520335) 2014 GD61
- (520336) 2014 GJ61
- (520337) 2014 GT61
- (520338) 2014 GB62
- (520339) 2014 GC62
- (520340) 2014 GE62
- (520341) 2014 GG62
- (520342) 2014 GH62
- (520343) 2014 GL62
- (520344) 2014 GR62
- (520345) 2014 GS62
- (520346) 2014 GT62
- (520347) 2014 GU62
- (520348) 2014 GV62
- (520349) 2014 GB63
- (520350) 2014 GD63
- (520351) 2014 GK63
- (520352) 2014 GM63
- (520353) 2014 GO63
- (520354) 2014 GQ63
- (520355) 2014 GS63
- (520356) 2014 GU63
- (520357) 2014 GD64
- (520358) 2014 GL64
- (520359) 2014 GN64
- (520360) 2014 GP64
- (520361) 2014 HR7
- (520362) 2014 HN11
- (520363) 2014 HQ34
- (520364) 2014 HV107
- (520365) 2014 HK160
- (520366) 2014 HW162
- (520367) 2014 HS202
- (520368) 2014 HP203
- (520369) 2014 HR203
- (520370) 2014 HF204
- (520371) 2014 HL204
- (520372) 2014 HM204
- (520373) 2014 HP204
- (520374) 2014 HT204
- (520375) 2014 HU204
- (520376) 2014 HA205
- (520377) 2014 HC205
- (520378) 2014 HK205
- (520379) 2014 HN205
- (520380) 2014 HA206
- (520381) 2014 HE206
- (520382) 2014 HG206
- (520383) 2014 HK206
- (520384) 2014 HL206
- (520385) 2014 HO206
- (520386) 2014 HY206
- (520387) 2014 HA207
- (520388) 2014 HB207
- (520389) 2014 HF207
- (520390) 2014 HO207
- (520391) 2014 HY207
- (520392) 2014 HZ207
- (520393) 2014 HH208
- (520394) 2014 JJ10
- (520395) 2014 JX11
- (520396) 2014 JT26
- (520397) 2014 JB42
- (520398) 2014 JF42
- (520399) 2014 JQ54
- (520400) 2014 JT60
- (520401) 2014 JY70
- (520402) 2014 JY74
- (520403) 2014 JX77
- (520404) 2014 JB84
- (520405) 2014 JB85
- (520406) 2014 JA87
- (520407) 2014 JM87
- (520408) 2014 JN87
- (520409) 2014 JO87
- (520410) 2014 JR87
- (520411) 2014 JY87
- (520412) 2014 JZ87
- (520413) 2014 JU88
- (520414) 2014 JW88
- (520415) 2014 JE89
- (520416) 2014 JM89
- (520417) 2014 JN89
- (520418) 2014 JO89
- (520419) 2014 JW89
- (520420) 2014 JX89
- (520421) 2014 JE90
- (520422) 2014 JS90
- (520423) 2014 JT90
- (520424) 2014 JV90
- (520425) 2014 JW90
- (520426) 2014 JZ90
- (520427) 2014 JF91
- (520428) 2014 JK91
- (520429) 2014 JO91
- (520430) 2014 JT91
- (520431) 2014 JU91
- (520432) 2014 JV91
- (520433) 2014 JX91
- (520434) 2014 KN
- (520435) 2014 KU2
- (520436) 2014 KR4
- (520437) 2014 KF16
- (520438) 2014 KU28
- (520439) 2014 KW32
- (520440) 2014 KQ42
- (520441) 2014 KW51
- (520442) 2014 KM59
- (520443) 2014 KK65
- (520444) 2014 KQ73
- (520445) 2014 KU90
- (520446) 2014 KH94
- (520447) 2014 KR99
- (520448) 2014 KJ104
- (520449) 2014 KC105
- (520450) 2014 KQ105
- (520451) 2014 KW106
- (520452) 2014 KX106
- (520453) 2014 KC107
- (520454) 2014 KH107
- (520455) 2014 KL107
- (520456) 2014 KQ107
- (520457) 2014 KU107
- (520458) 2014 KV107
- (520459) 2014 KY107
- (520460) 2014 KA108
- (520461) 2014 KE108
- (520462) 2014 KJ108
- (520463) 2014 KK108
- (520464) 2014 KM108
- (520465) 2014 KP108
- (520466) 2014 KS108
- (520467) 2014 KV108
- (520468) 2014 KW108
- (520469) 2014 KD109
- (520470) 2014 KF109
- (520471) 2014 KO109
- (520472) 2014 KP109
- (520473) 2014 KQ109
- (520474) 2014 KD110
- (520475) 2014 KG110
- (520476) 2014 KJ110
- (520477) 2014 KK110
- (520478) 2014 KM110
- (520479) 2014 KO110
- (520480) 2014 KZ110
- (520481) 2014 KA111
- (520482) 2014 KB111
- (520483) 2014 KD111
- (520484) 2014 KG111
- (520485) 2014 KJ111
- (520486) 2014 KL111
- (520487) 2014 KM111
- (520488) 2014 KR111
- (520489) 2014 KT111
- (520490) 2014 KD112
- (520491) 2014 KH112
- (520492) 2014 KP112
- (520493) 2014 KQ112
- (520494) 2014 KS112
- (520495) 2014 KT112
- (520496) 2014 LA11
- (520497) 2014 LW11
- (520498) 2014 LV12
- (520499) 2014 LV20
- (520500) 2014 LQ29
- (520501) 2014 LR29
- (520502) 2014 LL30
- (520503) 2014 LQ30
- (520504) 2014 LX30
- (520505) 2014 LA31
- (520506) 2014 LC31
- (520507) 2014 LD31
- (520508) 2014 LE31
- (520509) 2014 LF31
- (520510) 2014 LM31
- (520511) 2014 LP31
- (520512) 2014 LQ31
- (520513) 2014 LS31
- (520514) 2014 LT31
- (520515) 2014 LA32
- (520516) 2014 LC32
- (520517) 2014 LG32
- (520518) 2014 LJ32
- (520519) 2014 LO32
- (520520) 2014 LP32
- (520521) 2014 MQ2
- (520522) 2014 MT4
- (520523) 2014 MF15
- (520524) 2014 MV25
- (520525) 2014 MG42
- (520526) 2014 MO45
- (520527) 2014 MH49
- (520528) 2014 MD73
- (520529) 2014 MV73
- (520530) 2014 MA74
- (520531) 2014 ME74
- (520532) 2014 MO74
- (520533) 2014 MW74
- (520534) 2014 MX74
- (520535) 2014 MY74
- (520536) 2014 MB75
- (520537) 2014 ME75
- (520538) 2014 MG75
- (520539) 2014 MJ75
- (520540) 2014 MK75
- (520541) 2014 MR75
- (520542) 2014 MX75
- (520543) 2014 MD76
- (520544) 2014 MF76
- (520545) 2014 MH76
- (520546) 2014 MK76
- (520547) 2014 MM76
- (520548) 2014 MP76
- (520549) 2014 MS76
- (520550) 2014 MY76
- (520551) 2014 MC77
- (520552) 2014 MD77
- (520553) 2014 MF77
- (520554) 2014 MG77
- (520555) 2014 MJ77
- (520556) 2014 MQ77
- (520557) 2014 MT77
- (520558) 2014 MV77
- (520559) 2014 MY77
- (520560) 2014 MZ77
- (520561) 2014 MC78
- (520562) 2014 NV1
- (520563) 2014 NK18
- (520564) 2014 NH35
- (520565) 2014 NQ52
- (520566) 2014 NX55
- (520567) 2014 NR65
- (520568) 2014 NM69
- (520569) 2014 NR69
- (520570) 2014 NS69
- (520571) 2014 NC70
- (520572) 2014 NJ70
- (520573) 2014 NO70
- (520574) 2014 NB71
- (520575) 2014 NC71
- (520576) 2014 NG71
- (520577) 2014 NQ71
- (520578) 2014 NB72
- (520579) 2014 NE72
- (520580) 2014 NM72
- (520581) 2014 NP72
- (520582) 2014 NR72
- (520583) 2014 NT72
- (520584) 2014 NZ72
- (520585) Saci
- (520586) 2014 OO36
- (520587) 2014 OZ79
- (520588) 2014 OC92
- (520589) 2014 ON126
- (520590) 2014 ON134
- (520591) 2014 OJ191
- (520592) 2014 OC239
- (520593) 2014 OE381
- (520594) 2014 OQ385
- (520595) 2014 OM387
- (520596) 2014 OM399
- (520597) 2014 OZ404
- (520598) 2014 OK405
- (520599) 2014 OR405
- (520600) 2014 OY405
- (520601) 2014 OK406
- (520602) 2014 OV406
- (520603) 2014 OR407
- (520604) 2014 OH408
- (520605) 2014 OX408
- (520606) 2014 OM409
- (520607) 2014 OP409
- (520608) 2014 OH411
- (520609) 2014 OK411
- (520610) 2014 OO411
- (520611) 2014 OX411
- (520612) 2014 OM412
- (520613) 2014 ON412
- (520614) 2014 OO412
- (520615) 2014 OQ412
- (520616) 2014 OR412
- (520617) 2014 OU412
- (520618) 2014 OA413
- (520619) 2014 OB413
- (520620) 2014 OC413
- (520621) 2014 OK413
- (520622) 2014 OS413
- (520623) 2014 OD414
- (520624) 2014 OE414
- (520625) 2014 OJ414
- (520626) 2014 OM414
- (520627) 2014 OW414
- (520628) 2014 OY414
- (520629) 2014 OB415
- (520630) 2014 OC415
- (520631) 2014 PW12
- (520632) 2014 PT67
- (520633) 2014 PS72
- (520634) 2014 PZ72
- (520635) 2014 PE73
- (520636) 2014 PC74
- (520637) 2014 PM74
- (520638) 2014 PU74
- (520639) 2014 PC75
- (520640) 2014 PK76
- (520641) 2014 PQ76
- (520642) 2014 PU76
- (520643) 2014 PX76
- (520644) 2014 PD77
- (520645) 2014 PL77
- (520646) 2014 PM77
- (520647) 2014 PN77
- (520648) 2014 PQ77
- (520649) 2014 PX77
- (520650) 2014 PY77
- (520651) 2014 PZ77
- (520652) 2014 PB78
- (520653) 2014 PJ78
- (520654) 2014 QC55
- (520655) 2014 QW149
- (520656) 2014 QG214
- (520657) 2014 QO254
- (520658) 2014 QH274
- (520659) 2014 QY277
- (520660) 2014 QY336
- (520661) 2014 QK381
- (520662) 2014 QG387
- (520663) 2014 QN398
- (520664) 2014 QM435
- (520665) 2014 QL438
- (520666) 2014 QB448
- (520667) 2014 QP448
- (520668) 2014 QC449
- (520669) 2014 QN450
- (520670) 2014 QO450
- (520671) 2014 QU450
- (520672) 2014 QQ453
- (520673) 2014 QO456
- (520674) 2014 QY456
- (520675) 2014 QS457
- (520676) 2014 QX457
- (520677) 2014 QF458
- (520678) 2014 QG458
- (520679) 2014 QM458
- (520680) 2014 QV458
- (520681) 2014 QA459
- (520682) 2014 QE459
- (520683) 2014 QJ459
- (520684) 2014 QZ459
- (520685) 2014 QR460
- (520686) 2014 QA461
- (520687) 2014 QJ461
- (520688) 2014 QP461
- (520689) 2014 QQ461
- (520690) 2014 QU461
- (520691) 2014 QW461
- (520692) 2014 QY461
- (520693) 2014 QT462
- (520694) 2014 QY462
- (520695) 2014 QG463
- (520696) 2014 QL463
- (520697) 2014 QT464
- (520698) 2014 QV464
- (520699) 2014 QX465
- (520700) 2014 QZ465
- (520701) 2014 QE466
- (520702) 2014 QF466
- (520703) 2014 QG466
- (520704) 2014 QH466
- (520705) 2014 QK466
- (520706) 2014 QQ466
- (520707) 2014 QU466
- (520708) 2014 QZ466
- (520709) 2014 QF467
- (520710) 2014 QL467
- (520711) 2014 QM467
- (520712) 2014 QO467
- (520713) 2014 QS467
- (520714) 2014 QG468
- (520715) 2014 QO468
- (520716) 2014 QS468
- (520717) 2014 QV468
- (520718) 2014 QC469
- (520719) 2014 QD469
- (520720) 2014 QE469
- (520721) 2014 QF469
- (520722) 2014 QG469
- (520723) 2014 QN469
- (520724) 2014 QX469
- (520725) 2014 QF470
- (520726) 2014 QG470
- (520727) 2014 QX470
- (520728) 2014 QJ471
- (520729) 2014 QT471
- (520730) 2014 QW471
- (520731) 2014 QX471
- (520732) 2014 QE472
- (520733) 2014 QM472
- (520734) 2014 QN472
- (520735) 2014 QV472
- (520736) 2014 QN473
- (520737) 2014 QV473
- (520738) 2014 QW473
- (520739) 2014 QZ473
- (520740) 2014 QB474
- (520741) 2014 QD474
- (520742) 2014 QE474
- (520743) 2014 QJ474
- (520744) 2014 QK474
- (520745) 2014 QL474
- (520746) 2014 QR474
- (520747) 2014 RM10
- (520748) 2014 RH59
- (520749) 2014 RF65
- (520750) 2014 RD66
- (520751) 2014 RY66
- (520752) 2014 RG67
- (520753) 2014 RS67
- (520754) 2014 RE68
- (520755) 2014 RH68
- (520756) 2014 RK68
- (520757) 2014 RN68
- (520758) 2014 RP68
- (520759) 2014 RS68
- (520760) 2014 RW68
- (520761) 2014 RY68
- (520762) 2014 RA69
- (520763) 2014 RE69
- (520764) 2014 RM69
- (520765) 2014 RN69
- (520766) 2014 RV69
- (520767) 2014 SJ31
- (520768) 2014 SM79
- (520769) 2014 SQ118
- (520770) 2014 SW134
- (520771) 2014 SU145
- (520772) 2014 SN157
- (520773) 2014 SZ173
- (520774) 2014 SE231
- (520775) 2014 SR300
- (520776) 2014 SJ322
- (520777) 2014 SF335
- (520778) 2014 SB355
- (520779) 2014 SM355
- (520780) 2014 SV356
- (520781) 2014 SD357
- (520782) 2014 SG357
- (520783) 2014 SJ357
- (520784) 2014 SO357
- (520785) 2014 SQ357
- (520786) 2014 SR357
- (520787) 2014 SX357
- (520788) 2014 SG358
- (520789) 2014 SS358
- (520790) 2014 SU358
- (520791) 2014 SD359
- (520792) 2014 SO359
- (520793) 2014 ST359
- (520794) 2014 SZ359
- (520795) 2014 ST360
- (520796) 2014 SW360
- (520797) 2014 SB361
- (520798) 2014 SM361
- (520799) 2014 SH362
- (520800) 2014 SK362
- (520801) 2014 SM362
- (520802) 2014 SP362
- (520803) 2014 SA363
- (520804) 2014 SG363
- (520805) 2014 TX29
- (520806) 2014 TK42
- (520807) 2014 TD63
- (520808) 2014 TF64
- (520809) 2014 TK87
- (520810) 2014 TQ90
- (520811) 2014 TP91
- (520812) 2014 TA92
- (520813) 2014 TB92
- (520814) 2014 TG92
- (520815) 2014 TL92
- (520816) 2014 TP92
- (520817) 2014 TD93
- (520818) 2014 TH93
- (520819) 2014 TQ94
- (520820) 2014 TW94
- (520821) 2014 TE95
- (520822) 2014 UJ8
- (520823) 2014 UQ118
- (520824) 2014 UQ201
- (520825) 2014 UB216
- (520826) 2014 UH216
- (520827) 2014 UU216
- (520828) 2014 UU232
- (520829) 2014 UC234
- (520830) 2014 UD234
- (520831) 2014 UN234
- (520832) 2014 UP234
- (520833) 2014 UT234
- (520834) 2014 UU234
- (520835) 2014 UA235
- (520836) 2014 UB235
- (520837) 2014 UK235
- (520838) 2014 UN235
- (520839) 2014 UU235
- (520840) 2014 UF236
- (520841) 2014 UT236
- (520842) 2014 UQ237
- (520843) 2014 UX237
- (520844) 2014 UZ237
- (520845) 2014 UA238
- (520846) 2014 UC238
- (520847) 2014 UP238
- (520848) 2014 UW238
- (520849) 2014 UX238
- (520850) 2014 UC239
- (520851) 2014 UD239
- (520852) 2014 UM239
- (520853) 2014 UN239
- (520854) 2014 UZ239
- (520855) 2014 UD240
- (520856) 2014 UO240
- (520857) 2014 UQ240
- (520858) 2014 US240
- (520859) 2014 VY
- (520860) 2014 VZ6
- (520861) 2014 VE39
- (520862) 2014 WG7
- (520863) 2014 WB70
- (520864) 2014 WC90
- (520865) 2014 WG92
- (520866) 2014 WO101
- (520867) 2014 WB105
- (520868) 2014 WS124
- (520869) 2014 WJ162
- (520870) 2014 WB177
- (520871) 2014 WO207
- (520872) 2014 WP233
- (520873) 2014 WY277
- (520874) 2014 WG299
- (520875) 2014 WV311
- (520876) 2014 WS413
- (520877) 2014 WP497
- (520878) 2014 WS500
- (520879) 2014 WN501
- (520880) 2014 WV503
- (520881) 2014 WO518
- (520882) 2014 WR522
- (520883) 2014 WV522
- (520884) 2014 WB523
- (520885) 2014 WE523
- (520886) 2014 WQ523
- (520887) 2014 WG524
- (520888) 2014 WH524
- (520889) 2014 WP524
- (520890) 2014 WG525
- (520891) 2014 WS525
- (520892) 2014 WX525
- (520893) 2014 WA526
- (520894) 2014 WU526
- (520895) 2014 WX526
- (520896) 2014 WA527
- (520897) 2014 WD527
- (520898) 2014 WE527
- (520899) 2014 WN527
- (520900) 2014 WT527
- (520901) 2014 WU527
- (520902) 2014 WV527
- (520903) 2014 WW527
- (520904) 2014 WM528
- (520905) 2014 WY528
- (520906) 2014 WE529
- (520907) 2014 WP529
- (520908) 2014 WQ529
- (520909) 2014 WZ529
- (520910) 2014 WA530
- (520911) 2014 WE530
- (520912) 2014 WG530
- (520913) 2014 WJ530
- (520914) 2014 WM530
- (520915) 2014 WY530
- (520916) 2014 WC531
- (520917) 2014 WG531
- (520918) 2014 WH531
- (520919) 2014 WK531
- (520920) 2014 WQ531
- (520921) 2014 WB532
- (520922) 2014 WQ532
- (520923) 2014 WV532
- (520924) 2014 WW532
- (520925) 2014 WL533
- (520926) 2014 WS533
- (520927) 2014 WA534
- (520928) 2014 WD534
- (520929) 2014 WN534
- (520930) 2014 WX534
- (520931) 2014 WC535
- (520932) 2014 XT42
- (520933) 2014 XV42
- (520934) 2014 XY42
- (520935) 2014 XZ42
- (520936) 2014 XD43
- (520937) 2014 XG43
- (520938) 2014 XH43
- (520939) 2014 XM43
- (520940) 2014 XN43
- (520941) 2014 XR43
- (520942) 2014 XS43
- (520943) 2014 XT43
- (520944) 2014 XU43
- (520945) 2014 YJ2
- (520946) 2014 YH15
- (520947) 2014 YG16
- (520948) 2014 YP50
- (520949) 2014 YA58
- (520950) 2014 YL58
- (520951) 2014 YO58
- (520952) 2014 YQ58
- (520953) 2014 YU58
- (520954) 2014 YV58
- (520955) 2014 YX58
- (520956) 2014 YD59
- (520957) 2014 YN59
- (520958) 2014 YO59
- (520959) 2014 YP59
- (520960) 2014 YV59
- (520961) 2014 YP60
- (520962) 2014 YU60
- (520963) 2014 YV60
- (520964) 2014 YA61
- (520965) 2014 YM61
- (520966) 2014 YO61
- (520967) 2014 YT61
- (520968) 2014 YU62
- (520969) 2014 YA63
- (520970) 2014 YC63
- (520971) 2014 YG63
- (520972) 2014 YM63
- (520973) 2014 YN63
- (520974) 2014 YS63
- (520975) 2014 YU63
- (520976) 2015 AV1
- (520977) 2015 AF3
- (520978) 2015 AT35
- (520979) 2015 AC285
- (520980) 2015 AE285
- (520981) 2015 AJ285
- (520982) 2015 AN285
- (520983) 2015 AR285
- (520984) 2015 AS285
- (520985) 2015 AE286
- (520986) 2015 AH286
- (520987) 2015 AJ286
- (520988) 2015 AN286
- (520989) 2015 AP286
- (520990) 2015 AY286
- (520991) 2015 AZ286
- (520992) 2015 BM3
- (520993) 2015 BB302
- (520994) 2015 BD311
- (520995) 2015 BJ325
- (520996) 2015 BB373
- (520997) 2015 BG514
- (520998) 2015 BQ514
- (520999) 2015 BJ515
- (521000) 2015 BD520